# Suillia cepelaki
Suillia cepelaki är en tvåvingeart som beskrevs av Martinek 1985. Suillia cepelaki ingår i släktet Suillia och familjen myllflugor. Inga underarter finns listade i Catalogue of Life.